# Slatvina
Slatvina je obec na Slovensku v okrese Spišská Nová Ves, v Košickém kraji.

## Polohopis
Obec se nachází ve východní části Hornádské kotliny a na jihozápadních svazích Braniska.

### Sousední obce
Dúbrava, Oľšavka, Spišské Vlachy, Vojkovce

### Části obce
Hrabičov, Kamenec, Vyšného louky, Lány, Dubie, Lazy, Velká úbočí, Malá úbočí, Lisková louky, Faerské přílohy, Kolovrat, Panské, Hradisko,

### Vodní toky
Slatvinský potok,
Bugľovec

## Symboly obce
Http://www.crwflags.com/fotw/flags/sk-sn-sl.html

## Historie

### Staré a cizí názvy obce
První známý název ZEK, 12. stol. de Szék, 14. - 15. stol. ZEEK, SCEEK, zyk, Szék, rok 1525 SZLATWIN, rok. 1545 ZLATHWINA, od roku 1773 Slatvina

## Politika

### Starostové obce
```
1. Ján Čurilla 1849,1855,1856 rychtář
2. Ján Petrufčin 1853,1854,1862,1863 - "-
3. Juraj Handlovič 1860,1861,1864 - 5,1870,1876 - "-
4. Pavel Kovalčík 1865,1868 - "-
5. Ján Cmorej 1872 - "-
6. Juraj Kovalčík 1877 - "-
7. Ján Chovanec 1910 - "-
8.Pavol Čurilla 1911 - "-
9.Matej Vrábel 1912 - 1913 - "-
```

10.Ondrej Handlovič 1914 - "-
11.Ján Cmorej 1915 - 1917 - "-
12.Ján Chovanec 1918 - "-
13.Ondrej Solčany 1918 - 1923 - "-
14. Ján Gredecký 1924 - 1927 starosta
15.Michal Petrofčík 1928 - 1931 - "-
16. Ján Solčany 1932 - 1936 - "-
17.Ján Legát 1937 - "-
18.Ján Solčany 1938 - "-
19. Jozef Chovanec 1942 - 1944 komisař
20. Ján Červinka 1945 předseda
21. František Kovalčík 1946 - 48 - "-
22. Štefan Rodzík 1949 - 1953,1957 - 1963 - "-
23. Pavel Čurilla 1954 - 1956 - "-
24. Alfonz Vrabel 1964 - 70,1973 - 1990 - "-
25. Ladislav Čurilla st. 1970 - 1973 - "-
26. Stanislav Cmorej 1990 - 1996 starosta
27. Pavel Legát 1996 - 1998 - "-
28. Vladislav Vrabel 1999-dosud - "- 123

### Zastupitelstvo
- 1993 - 1994 - 6 poslanců (6 KDH)
- 1994 - 1998 - 9 poslanců (9 KDH)
- 1998 - 2002 - 9 poslanců (4 KDH, 4 NEKA, 1 HZDS)
- 2002 - 2006 - 5 poslanců (2 KDH, 2 NEKA, 1 HZDS)

## Obyvatelstvo
Vývoj obyvatelstva od roku 1869:
| Rok sčítání | Počet obyvatel | Počet domů |
| ----------- | -------------- | ---------- |
| 1869        |                | -          |
| 1880        | 246            | 41         |
| 1890        | 258            | 43         |
| 1900        | 249            | 48         |
| 1910        | 192            | 49         |
| 1921        | 212            | 55         |
| 1930        | 251            | 56         |
| 1950        | 249            | 58         |
| 1961        | 283            | 52         |
| 1970        | 308            | 64         |
| 1980        | 337            | 70         |
| 1991        | 286            | 71         |
| 2001        | 294            | 74         |

Složení obyvatelstva podle náboženského vyznání (2001):
|                        | Počet obyvatel | %    |
| ---------------------- | -------------- | ---- |
| Římskokatolická církev | 287            | 97,6 |
| Řeckokatolická církev  | 1              | 0,3  |
| Pravoslavná církev     | 4              | 1,4  |
| Bez vyznání            | 1              | 0,3  |
| Ostatní a nezjištěno   | 1              | 0,3  |

Složení obyvatelstva podle národnosti (2001):
|           | Počet obyvatel | %     |
| --------- | -------------- | ----- |
| Slovenská | 294            | 100,0 |

## Kultura a zajímavosti

### Stavby

#### Památky
Katolický kostel Nanebevzetí P. Marie
Raněgotický z druhé poloviny 13. stol. Loď byla upravována roku 1800. Jednolodní stavba s rovným uzávěrem presbytáře, přistavěnou sakristií a představěnou věží. Presbytář je zaklenutý gotickou křížovou klenbou, jejíž žebra vyrůstají z kruhové přípory, odseknuté v polovině stěny. Na severní straně presbytáře je gotické výklenkové pastoforium s původními mřížkami. Loď měla původně rovný dřevěný strop, který byl roku 1800 nahrazen pruskou klenbou. Čtyřpodlažní věž se štěrbinovými okny, v posledním podlaží sdružená okna a pod dnešní omítkou je renesanční sgrafitovaná nárožní bosáž. V exteriéru na jižní straně je analyticky prezentovaný ústupkový gotický portál a na východní stěně v prostoru malé knihovny nad sakristií řeholnické okno. V současnosti probíhá v presbytáři plošný odkryv středověké malířské výzdoby, předběžně řazené do 15. století. Ve spodní části jsou obrazy apoštolů, v horních částech severní, jižní a východní stěny se nachází pašijový cyklus. Ve vítězném oblouku jsou postavy proroků a zpodobnění dvou uherských patronů Sv.Štefana a Sv. Ladislava. V lodi je ve dvou sondách zachycena Ladislavská legenda. Nad klenbou v lodi v půdním prostoru se nacházejí fragmenty provinčně vyznívajících pozdně barokních maleb. Hlavní oltář je pseudogotický ze spišskonovoveské dílny, čtyři obrazy na křídlech jsou olejomalby z roku 1905 od malíře Springera. Boční oltář sv. Mikuláše biskupa, klasicistní ze začátku 19. stol. kazatelna je barokní z poloviny 18. stol. křtitelnice kamenná gotická ze 14. stol. Krucifix, polychromovaný dřevořezba z 18. stol. Stříbrné ciborium z roku 1704. Zvon z roku 1677. Z původního zařízení kostela dostaly se dvě gotické sochy Madon (z dob kolem roku 1360 a 1480), sv. Mikuláše biskupa (kolem roku 1480) a sv. Jana Křtitelnice (kolem roku 1500) do sbírek Nemzeti galerie v Budapešti.

## Hospodářství a infrastruktura

### Farní úřad
Římskokatolický úřad - Slatvina 65, Duchovní správce: Ľubomír Kreta

## Osobnosti

### Významné osobnosti
- Igor Kováč- rodák ze Slatvina, atlet 3. místo MS v atletice 1997 v disciplíně běh 110 m překážek
- Ján Vencko (1869 - 1957) - historik, působil zde v letech???, Místní kněz, viz kniha Z dějin okolí Spišského hradu
- Ondrej Fábry (1934) - publikace Slatvina na pozadí dějin, Slovník spišského nářečí ze Slatvina